# Marian Pelczar
Marian Pelczar (ur. 22 marca 1905 w Nowym Sączu, zm. 9 marca 1983 w Gdańsku) – historyk, organizator i dyrektor Biblioteki Gdańskiej PAN.

## Życiorys
Ukończył szkołę powszechną, następnie w 1923 Państwowe Gimnazjum Klasyczne w Nowym Sączu. Po zdanym egzaminie maturalnym podjął studia na Wydziale Filozoficznym Uniwersytetu Jagiellońskiego, gdzie w 1929 otrzymał stopień doktora. W 1931 uzyskał dyplom nauczyciela szkół średnich. Początkowo pracował jako nauczyciel w szkołach krakowskich. W 1934 przyjechał do Wolnego Miasta Gdańska, aby wykładać historię w Polskiej Szkole Handlowej Macierzy Szkolnej. Był także działaczem harcerskim, członkiem komitetu redakcyjnego „Rocznika Gdańskiego”, a w latach 1937–1939 (po wojnie w latach 1945–1956) sekretarzem generalnym Towarzystwa Przyjaciół Nauki i Sztuki. 
W czasie okupacji niemieckiej mieszkał we wsi Zabierzów k. Krakowa. Pracował m.in. jako woźny, telefonista, księgowy. Wraz z żoną na terenie Okręgu Szkolnego Krakowskiego nauczał na tajnych kompletach, równicześnie opracowywał monografię historyczną Gdańska (Polski Gdańsk został wydany w 1947).
W kwietniu 1945 przybył do Gdańska w tzw. grupie operacyjnej Ministerstwa Oświaty. Jego zadaniem było zorganizowanie biblioteki oraz uporządkowanie i zabezpieczenie księgozbioru. 10 kwietnia 1945 został mianowany Naczelnikiem Wydziału Kultury i Oświaty oraz dyrektorem Biblioteki Miejskiej (od 1955 jako Biblioteka Gdańska PAN), którym był do roku 1973.
W latach 1948–1958 i 1962–1968 był wykładowcą Wyższej Szkoły Pedagogicznej w Gdańsku (obecnie Uniwersytet Gdański). W styczniu 1955 otrzymał tytuł docenta.  
W latach 1956–1959 pełnił funkcję II wiceprezesa Gdańskiego Towarzystwa Naukowego, w 1972 został członkiem honorowym towarzystwa. W 1960 został prezesem Towarzystwa Miłośników Gdańska. W latach 1972–1976 przewodniczył Radzie Naukowej Muzeum Historycznego Miasta Gdańska, w latach 1977–1984 był członkiem tej Rady. 
Autor ponad 80 rozpraw i studiów dotyczących dziejów Pomorza oraz Gdańska. Inicjator i twórca wydawanego od 1968 rocznika „Libri Gedanenses”.  
Był mężem Marii z domu Trnka (1903–1984). Ojciec matematyka Andrzeja i dr Marii Ryty Pelczar (ur. 1940), w latach 1998–2009 dyrektorki Biblioteki Gdańskiej PAN. 
Zmarł w Gdańsku, pochowany w Alei Zasłużonych na cmentarzu Srebrzysko (rejon II). 

## Ordery i odznaczenia
- Krzyż Komandorskim Orderu Odrodzenia Polski (1973)
- Krzyż Oficerski Orderu Odrodzenia Polski (1965)
- Krzyż Kawalerski Orderu Odrodzenia Polski (1958)
- Złoty Krzyż Zasługi (1958)
- Medal 10-lecia Polski Ludowej (26 marca 1955)[11]
- Medal Komisji Edukacji Narodowej
- Odznaka „Za opiekę nad zabytkami” (1967)
- Odznaka „Zasłużony Działacz Kultury”
- Odznaka honorowa „Zasłużonym Ziemi Gdańskiej” (1966)
- Odznaka honorowa „Za zasługi dla Gdańska” (1960)
- Złota Odznaka PTTK (1960)

Źródło:.

## Nagrody
- Nagroda naukowa Przewodniczącego MRN w Gdańsku (1953)[6]
- Nagroda Miasta Gdańska w Dziedzinie Kultury „Splendor Gedanensis” (1980)[12]

## Upamiętnienie
Od 28 października 2010 patron ulicy w Gdańsku-Jasieniu. 9 kwietnia 2018 przed Biblioteką Gdańską PAN postawiono pomnik-ławeczkę upamiętniający Mariana Pelczara. 20 kwietnia 2023 odbyła się uroczystość odsłonięcia tablicy, na kamienicy przy ulicy Grottgera 9 w Oliwie, upamiętniającej Mariana Pelczara.